# Tmesisternus florensis
Tmesisternus florensis es una especie de escarabajo del género Tmesisternus, familia Cerambycidae. Fue descrita científicamente por Breuning en 1948.
Habita en Indonesia. Esta especie mide 14-18,5 mm.